# Sếu yếm thịt
Bugeranus carunculatus là một loài chim trong họ Gruidae.

## Hình ảnh

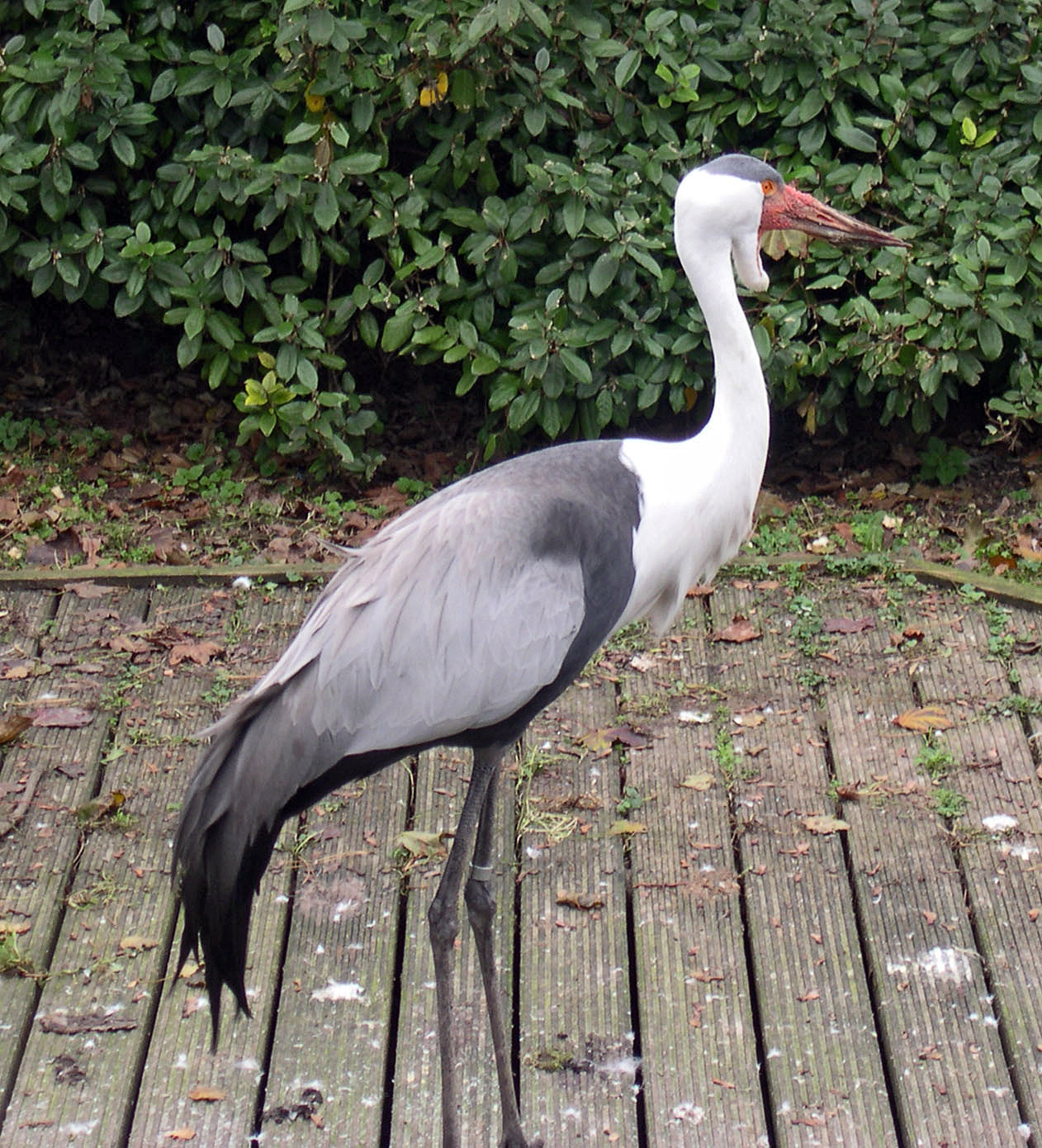
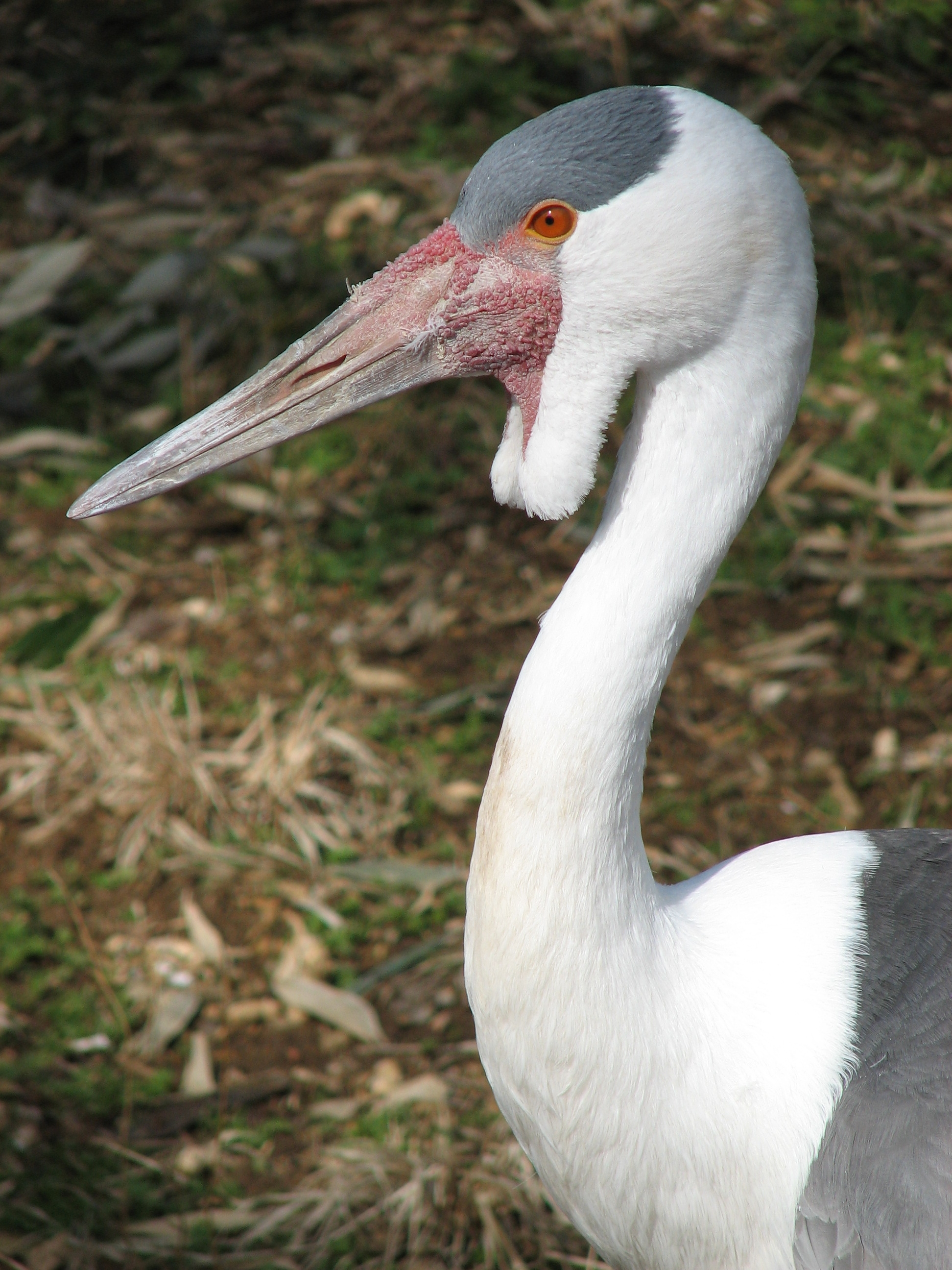
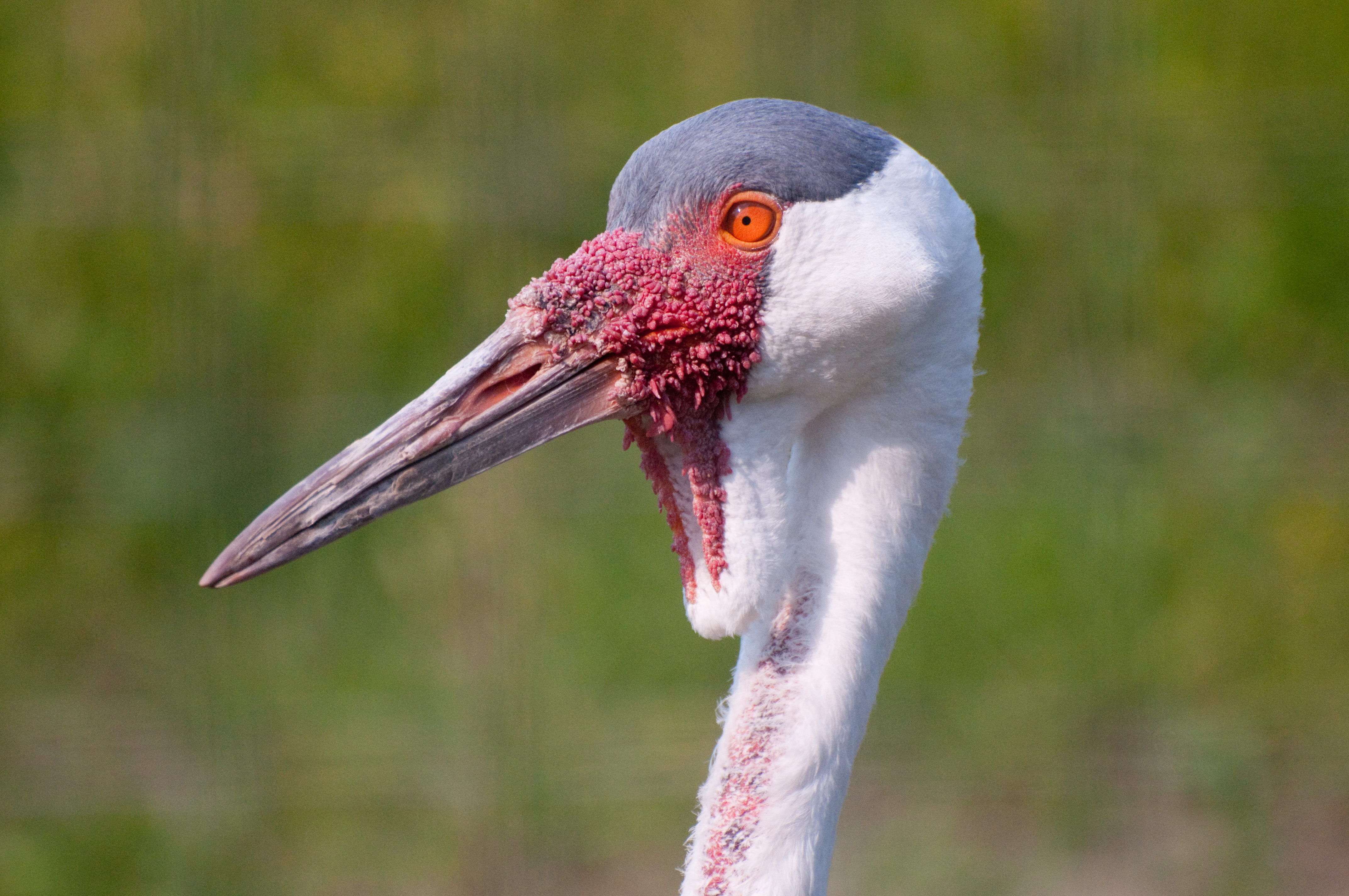
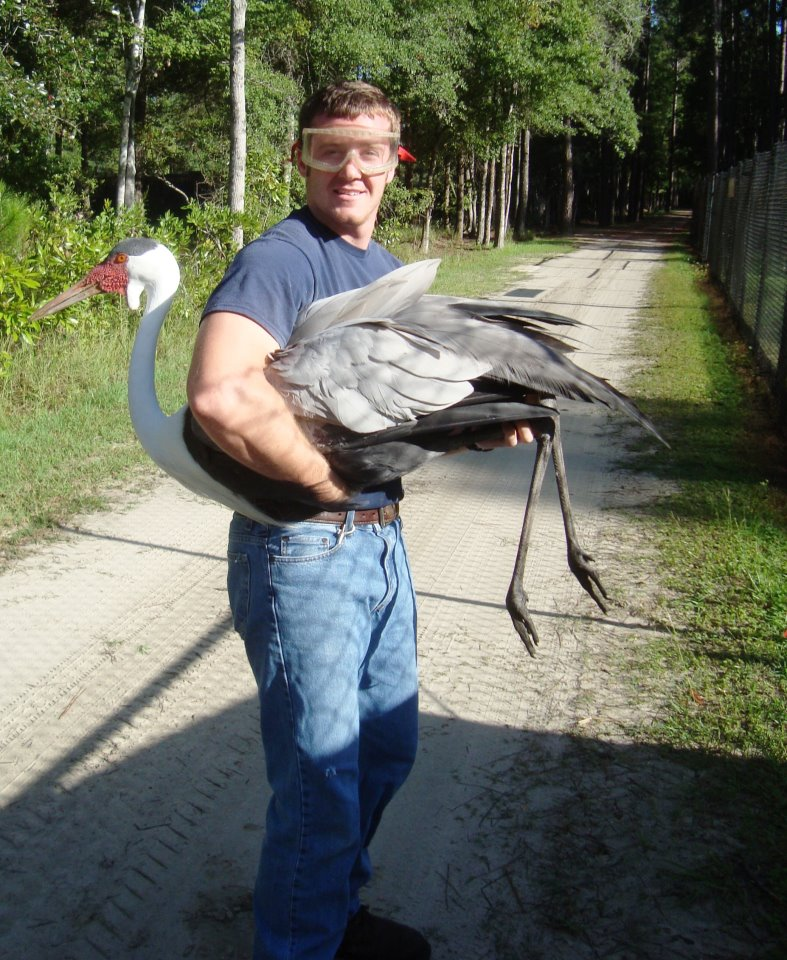
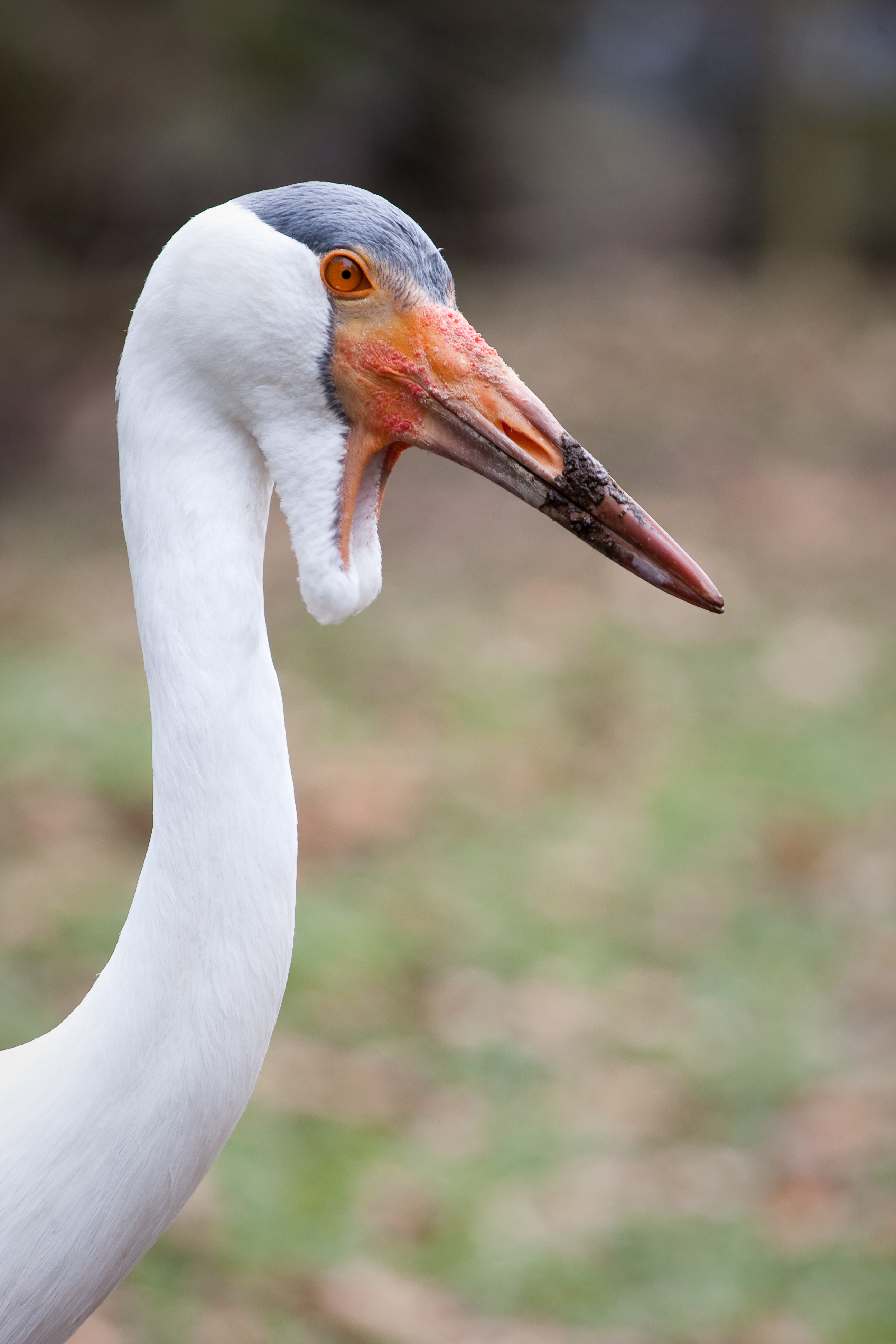